# 후나쓰 유야
후나쓰 유야(일본어: 船津 佑也, 1983년 11월 22일 ~ )는 일본의 전 축구 선수이다.

## 구단 경력
과거 주빌로 이와타, 쇼난 벨마레, 로아소 구마모토, 기라반츠 기타큐슈에서 활동하였다.